# Histoire d'un poisson rouge
 (juillet 2025).
Pour plus de détails, voir Fiche technique et Distribution.
Histoire d'un poisson rouge est un court métrage français réalisé par Edmond Séchan, sorti en 1959. Il remporte l'Oscar du meilleur court métrage en prises de vues réelles.

## Synopsis
Le film parle d'un garçon oriental, d'un poisson rouge et d'un chat noir. Le garçon quitte l'école, rentre chez lui, nourrit son oiseau, sort avec une bouteille en verre et deux pièces. Le garçon voit sa mère marchant dans la rue, et va à un carnaval. Là, un kiosque de roulette offre le poisson comme un prix: un aquarium est approvisionné avec divers poissons noirs et un poisson rouge. Le panneau indique "REGLEMENT Chaque gagnant a droit à un magnifique poisson exotique". Il regarde avec envie le poisson rouge, et aux pièces de monnaie, mais ne place pas un pari (Un autre signe dit 20 F). Un homme plus âgé avec une barbe place son pari, et quand son pari gagne, il veut le poisson d'or, qui se cache dans les rochers. Tout en essayant d'obtenir le poisson, son bras frappe la bouteille du garçon, le brisant. L'homme donne au garçon deux pièces de monnaie comme une consolation. Le garçon place son pari (sur les cœurs), et gagne. Le poisson nage prêt dans le filet, et le garçon part avec le poisson rouge dans un sac en plastique.
Plus tard, le chat suit les hommes avec les ordures, le garçon va à l'école, la mère utilise la pointeuse (l'horloge indique 8:37). Pendant qu'il est parti, le poisson saute hors du bol, tombant sur la table. Le chat noir entre dans l'appartement, retourne le poisson (à l'aide de sa bouche) dans le bol, et part tout comme le garçon revient, avec une plante à mettre dans le bol de poisson.

## Fiche technique
- Titre : Histoire d'un poisson rouge
- Réalisation : Edmond Séchan
- Scénario : Roger Mauge
- Photographie : Pierre Goupil
- Production : Jacques-Yves Cousteau
- Musique : Henri Crolla et André Hodeir
- Société de production : Columbia Pictures
- Pays d'origine : France
- Format : Couleur - Mono
- Genre : court métrage
- Durée : 19 minutes
- Date de sortie : 1959

## Distribution
- Louis Paul: Le garçon
- Gilbert Hughes : Villain
- Jean-Marie Maillols : Homme de carnaval

## Livres
- Roger Mauge, Histoire d'un poisson rouge, illustré, éd. Gautier-Languereau, Paris, 1961

- Livre-disque, 45 tours EP (longue durée),, bande originale du film d'Edmond Séchan, musique de Henri Crolla et André Hodeir, texte de Roger Mauge dit par Danièle Delorme, Phillips, n° de catalogue E1E 09.147, 12 p., photographies du film